# G.I. Joe: A Real American Hero - Seconda serie
G.I. Joe: A Real American Hero - Seconda Serie (G.I. Joe: A Real American Hero Series 2) è una serie televisiva animata americana basata sulla linea di giocattoli di successo della Hasbro e la serie a fumetti della Marvel Comics. La serie è stata prodotta da DIC Entertainment dal 1989-1992.
La serie ha debuttato nel 1989, con una mini-serie divisa in cinque parti intitolata Operation Dragonfire. Le due stagioni successive sono iniziate nel 1990, della durata di 44 episodi. La serie è un seguito dell'originale G.I. Joe: A Real American Hero, serie animata prodotta da Sunbow Productions e Marvel Productions, trasmessa dal 1983 al 1986. La serie si incentra spesso dopo gli eventi di G.I. Joe: The Movie, del 1987.

## Trama
In questa serie, dopo gli eventi della serie originale e G.I. Joe: The Movie, il Comandante Cobra, trasformato precedentemente in un serpente, si riporta a una forma semi-umana, equipaggiandosi con una speciale armatura da battaglia, vendicandosi di tutto, e anche di Serpentor, trasformandolo in un'iguana. Riprendendo il suo posto come capo dei Cobra, però, il Comandante Cobra continua con i suoi piani più semi-comici per conquistare il mondo, per poi essere sventato dai G.I. Joe.

## Produzione
Al fine di ridurre i costi di produzione per la serie animata, la Hasbro affidò a DiC di continuare la serie. La serie DiC è una continuazione dello spettacolo della Sunbow, anche se ha scelto di concentrarsi principalmente sui nuovi personaggi di quel periodo. Hawk è stato mantenuto come comandante G.I. Joe. Il Sgt. Slaughter come capo della squadra dei G.I. Joe. Il capitano Grid-Iron è il nuovo comandante sul campo nella Stagione 1, Duke riacquista il ruolo di comandante sul campo dalla Stagione 2. Storm Shadow diventa membro dei G.I. Joe.
La prima stagione è incentrata quasi esclusivamente sui nuovi G.I. Joe del 1990. Nella seconda stagione dello show, DiC abbassò il budget per l'animazione, ma iniziò a raccontare storie più profonde che coinvolgevano la vita e la morte correlate da drammatiche situazioni per i G.I. Joe.
Il cambio della società di animazione ha portato un cambio di voci poiché questa serie DIC è stata prodotta in Canada, e stato quasi interamente assemblato nuovo cast. Solo pochi attori della serie Sunbow sono tornati per la serie DIC, Chris Latta (la voce del Comandante Cobra), Ed Gilbert (Generale Hawk), Jerry Houser (Sci-Fi) e Morgan Lofting (la Baronessa), ma dalla Stagione 2 alcuni di questi personaggi avranno nuove voci.

## Personaggi principali
| Personaggio      | Doppiatori originali                                                     | Doppiatori italiani |
| ---------------- | ------------------------------------------------------------------------ | ------------------- |
| Duke             | Ted Harrison                                                             | Marco Balzarotti    |
| Generale Hawk    | Ed Gilbert (prima stagione) David Kaye (seconda stagione)                |                     |
| Scarlett         | Suzanne Errett-Balcom                                                    |                     |
| Comandante Cobra | Chris Latta                                                              | Giorgio Melazzi     |
| Serpentor        | Maurice LaMarche                                                         |                     |
| Destro           | Maurice LaMarche                                                         |                     |
| Baronessa        | Morgan Lofting (prima stagione) Suzanne Errett-Balcom (seconda stagione) |                     |
| Snake Eyes       |                                                                          |                     |
| Lady Jane        | Suzanne Errett-Balcom                                                    |                     |

## Episodi

### Miniserie 1989 - Operazione Dragonfire
1. Giorno 1 (Day 1)
2. Giorno 2 (Day 2)
3. Giorno 3 (Day 3)
4. Giorno 4 (Day 4)
5. Giorno 5 (Day 5)

### Stagione 1 (1990)
1. Siamo uniti (United We Stand)
2. La vendetta dei Faraoni (Revenge of the Pharaohs)
3. Carissima nonna (Granny Dearest)
4. Vittoria a Vulcania (prima parte) (Victory at Volcania: Part 1)
5. Vittoria a Vulcania (seconda parte) (Victory at Volcania: Part 2)
6. La cospirazione di Nozome (The Nozone Conspiracy)
7. Comandante Pigskin (Pigskin Commandos)
8. Spalla fredda (Cold Shoulder)
9. L'ingiustizia e il Cobra va (Injustice and the Cobra Way)
10. Confusione generale (General Confusion)
11. La notte dei rampicanti (Night of the Creepers)
12. Questo è il divertimento (That's Entertainment)
13. Ti ho trovato, Evy (I Found You... Evy)
14. Un agente e un uomo vipera (An Officer and a Viperman)
15. D-giorno ad Alcatraz (prima parte) (D-Day at Alcatraz: Part 1)
16. D-giorno ad Alcatraz (seconda parte) (D-Day at Alcatraz: Part 2)
17. Il manutentore di mente (The Mind Mangler)
18. BIOK (BIOK)
19. Bloccato su di te (Stuck on You)

### Stagione 2 (1991)
1. L'eliminatore (The Eliminator)
2. Chunnel (Chunnel)
3. La spada (The Sword)
4. El Dorado: la città perduta dell'oro (El Dorado: The Lost City of Gold)
5. I comandanti dell'asilo (Kindergarten Commandos)
6. Lunga vita al rock n roll (prima parte) (Long Live Rock N Roll: Part 1)
7. Lunga vita al rock n roll (seconda parte) (Long Live Rock N Roll: Part 2)
8. La fabbrica del fango (prima parte) (The Sludge Factor: Part 1)
9. La fabbrica del fango (seconda parte) (The Sludge Factor: Part 2)
10. Messaggio dalla profondità (Messenger from the Deep)
11. La malvagità più grande (prima parte) (The Greatest Evil: Part 1)
12. La malvagità più grande (seconda parte) (The Greatest Evil: Part 2)
13. L'isola infestata (Infested Island)
14. A è per Androide (A is for Android)
15. L'ombra del dubbio (Shadow of a Doubt)
16. I guerrieri della tastiera (Keyboard Warriors)
17. Mondo Cobra (Cobra World)
18. La riunione di Metal Head (Metal Head's Reunion)
19. Allenamento di base (Basic Training)
20. La leggenda di Metal Head (The Legend of Metal Head)

## Messa in onda italiana
In Italia la seconda serie è andata in onda in prima TV su Italia 7, in seguito è stata replicata insieme alla prima su Junior TV.

## Pubblicazione in DVD
La Shout! Factory ha pubblicato G.I. Joe: A Real American Hero Series 2, Stagione 1 il 10 gennaio 2012 e la Stagione 2 il 10 luglio 2012.